# جاك تشارلز
جاك تشارلز (بالإنجليزية: Jack Charles)‏ هو ممثل أسترالي، ولد في 5 سبتمبر 1943 في أستراليا.

## أعمال

### أفلام
- (2015) بان[6][7][8][9]

## وصلات خارجية
- جاك تشارلز على موقع IMDb (الإنجليزية)
- جاك تشارلز على موقع ألو سيني (الفرنسية)
- جاك تشارلز على موقع ميوزك برينز (الإنجليزية)
- جاك تشارلز على موقع أول موفي (الإنجليزية)
- جاك تشارلز على موقع قاعدة بيانات الفيلم (الإنجليزية)
- جاك تشارلز على موقع كينوبويسك (الروسية)